# شيكينيو كارلوس
شيكينيو كارلوس (بالبرتغالية: Chiquinho Carlos‏) هو لاعب كرة قدم برازيلي في مركز الهجوم، ولد في 26 أبريل 1963 في تاكواريتينغا في البرازيل. لعب مع أتليتيكو كلوب دي برتغال وبوتافوغو ريغاتاس وسبورتينغ براغا وفيتوريا دي غيماريش وفيتوريا سيتوبال ومافرا ونادي بنفيكا ونادي بوتافوغو اس بي ونادي فلامنغو.

## وصلات خارجية
- شيكينيو كارلوس على موقع قاعدة بيانات كرة القدم.إي يو (الإنجليزية)